# Обрше
Обрше (словен. Obrše) — поселення в общині Луковиця, Осреднєсловенський регіон, Словенія. 
Висота над рівнем моря: 554,8 м.